# Clussais-la-Pommeraie
 Clussais-la-Pommeraie  es una población y comuna francesa, en la región de Poitou-Charentes, departamento de Deux-Sèvres, en el distrito de Niort y cantón de Sauzé-Vaussais.

## Demografía
| 872 | 815 | 724 | 652 | 664 | 637 |
| Para los censos de 1962 a 1999 la población legal corresponde a la población sin duplicidades (Fuente: INSEE [Consultar]) |     |     |     |     |     |